# Sphaerotherium rotundatum
Sphaerotherium rotundatum är en mångfotingart som beskrevs av Brandt 1833. Sphaerotherium rotundatum ingår i släktet Sphaerotherium och familjen Sphaerotheriidae. Inga underarter finns listade i Catalogue of Life.